# Kritik av fascism
Kritik mot fascismen har kommit från olika grupper, inklusive många politiska ideologier, akademiska discipliner, överlevande från fascistiska regeringar och andra observatörer.
Axelmakternas nederlag i andra världskriget och den efterföljande avslöjandet av de brott mot mänskligheten som begicks under Förintelsen av Nazityskland har lett till ett nästan universellt fördömande av både tidigare och nuvarande former av fascism i modern tid. "Fascism" används idag över hela det politiska spektrumet som ett nedsättande ord eller synonymt för upplevd auktoritärism och andra former av politisk ondska.

## Ämnen för kritik

### Antidemokratisk och tyrannisk
En av de vanligaste och starkaste kritikerna mot fascismen är att den är ett tyranni. Fascism är avsiktligt och helt odemokratisk och antidemokratisk.
Fasismens extrema auktoritära och nationalistiska anda manifesteras ofta som en tro på raslig renhet eller en herrras, vanligtvis blandad med någon variant av rasism eller diskriminering mot en demoniserad "Annan", såsom judar, homosexuella, transpersoner, etniska minoriteter eller invandrare. Dessa idéer har motiverat fascistiska regimer att begå massakrer, tvångssteriliseringar, deportationer och folkmord. Under andra världskriget resulterade de fascistiska axelmakternas folkmords- och imperialistiska ambitioner i mord på miljontals människor. Federico Finchelstein skrev att fascismen
| ...omfattade totalitarism, statsterrorism, imperialism, rasism och, i det tyska fallet, det mest radikala folkmordet under förra seklet: Förintelsen. Fascismen, i sina många former, tvekade inte att döda sina egna medborgare såväl som sina koloniala undersåtar i sin strävan efter ideologiskt och politiskt slutförande. Miljontals civila omkom på global nivå under fascistiska ideologiers kulmen i Europa och bortom. |

Historikern Robert Paxton skrev att fascismen
| drog om gränserna mellan privat och offentligt och minskade kraftigt det som en gång varit oberörbart privat. Det förändrade medborgarskapets praktik från åtnjutandet av konstitutionella rättigheter och skyldigheter till deltagande i massceremonier för bekräftelse och konformitet. Det omformade relationerna mellan individen och kollektivet, så att en individ inte hade några rättigheter utanför gemenskapens intresse. |

Ordet "totalitär" (italienska: totalitaria) myntades som ett svar på fascismen, och många observatörer anser att fascism är en form av totalitarism. Det användes första gången i maj 1923 i en artikel av Giovanni Amendola, som använde det för att beskriva de fascistiska försöken att kontrollera alla offentliga ämbeten, men termen utvidgades snabbt till att omfatta fascistiska försök till andra typer av total kontroll.

### Ideologisk oärlighet
Franz Neumann observerade att "nationalsocialismens ideologi ständigt förändras... Den har vissa magiska övertygelser – ledarskapsdyrkan, herrarnas överhöghet – men [den] är inte fastställd i en serie kategoriska och dogmatiska uttalanden." Historikern Robert Paxton hävdade att fascismen var olik andra ideologier från samma tidsperiod, eftersom
| fascismen har en annan relation till idéer... [Dess] intellektuella positioner (inte grundläggande mobiliserande passioner som rashat, förstås) skulle sannolikt tas bort eller läggas till i enlighet med stundens taktiska behov. Alla "ismer" gjorde detta, men bara fascismen hade sådant förakt för förnuft och intellekt att den aldrig ens brydde sig om att rättfärdiga sina förändringar. |

### Skönmålning av krig
Fascismen ser krig som en positiv upplevelse och ett medel för nationell föryngring. Walter Laqueur diskuterade "krigskulten" och nostalgin för fara bland vissa överlevande från första världskriget. Mussolini trodde att mäns primära roll är att vara krigare, och sa en gång: "Krig är för mannen vad moderskap är för kvinnan."
Filippo Tommaso Marinetti, grundare av den futuristiska konströrelsen och medförfattare till det fascistiska manifestet (1919), estetiserade kriget i sina skrifter och hävdade att "krig är vackert".
I The Anatomy of Fascism skrev Paxton att fascistiska regeringar aktivt behöver förvärva nytt territorium för att överleva, vilket leder till deras val att föra aggressiva krig. Paxton skiljer mellan militär glorifiering i auktoritära diktaturer, som använder "militär pompa och ståt, men lite faktiska strider, för att stödja regimer som är dedikerade till att bevara status quo", och "fascistiska regimers känslomässiga engagemang för krig".
Omvänt skrev Morgan och Bret Devereaux att genom att förlora i andra världskriget misslyckades fascismen med att uppfylla sina egna krav på framgång. Devereaux utvärderade en rad fascistiska och nästan fascistiska historiska regimer och beskrev en generell trend att de klarade sig dåligt i krig, trots att militär effektivitet är en central princip som fascismen använder för att rättfärdiga sig själv. Han skrev att av de två otvetydigt fascistiska historiska regimerna förstördes båda i krig de startade, och att Nazityskland förlorade sitt krig "så grundligt och fullständigt som det är möjligt att förlora". På liknande sätt beskrev han det fascistiska Italien som ett land som endast uppnådde militära framgångar i kolonialkrig som vanns till hög kostnad och med allvarliga konsekvenser för Italiens internationella ställning. När han analyserade andra regimer som har ansetts vara fascistiska enligt olika definitioner, såsom Baath- regimerna i Syrien och Irak, fann han att deras krigshistorik också var mycket dålig. Morgan skrev att när fascismen "misslyckades med det test den hade satt för sig själv" genom att inte kunna vinna andra världskriget, var detta en viktig faktor i kollapsen av stödet för den italienska regimen. Historikern Mark Mazower skrev att medan nazisterna i stor utsträckning fokuserade på militär produktion, och fascistiska retoriker betonade effektivitet och samordning i ekonomin, kunde de inte lyckas med dessa faktorer och den tyska krigsekonomin överträffades slutligen av både kapitalisterna och kommunisterna. Umberto Eco skrev att fascistisk retorik undergräver dess egen krigsinsats eftersom fiender beskrivs som både "för starka och för svaga", vilket leder till regeringar som är "dömda att förlora krig eftersom de är konstitutionellt oförmögna att objektivt utvärdera fiendens styrka".
I allmänhet är det mindre sannolikt att icke-demokratier vinner krig än demokratier. Detta har tillskrivits faktorer som dålig resursanvändning jämfört med demokratier, mindre effektivt samarbete med allierade samt minskad initiativförmåga och sämre ledarskap inom militären.

### Styrning och ekonomi
Historikern Hans Mommsen observerade att nazistregeringen "inte var organiserad utifrån rationella principer om byråkratisk effektivitet" och att Hitler var oberörd av statliga angelägenheter, vilket i slutändan gjorde honom till en "svag diktator". Paxton skrev att Hitlers ledarskap "reducerade regeringen till personliga förläningar som inte kunde diskutera politiska alternativ och välja mellan dem rationellt", och Mussolini var likaledes oförmögen att få regeringen att fungera mer effektivt.
Väl vid makten försökte fascistiska regeringar framställa en bild av ständig enighet bakom ledaren. Denna idé stöddes av propaganda och var allmänt känd, och finns fortfarande kvar i populära uppfattningar om fascistiska regeringar. Fraktioner inom fascistiska regeringar motsatte sig dock ofta varandra. Det fanns betydande konflikter mellan konservativa, fascister och traditionella eliter, såväl som mellan parti och stat (som i Ernst Fraenkels modell för den normativa staten och den prerogativa staten ). Paxton beskrev en permanent fyrvägsspänning mellan den fascistiska ledaren, partiet, statsapparaten och civilsamhället. Eftersom alla grupperna krävde stöd från de andra, innebar deras förhållande "utdragna kamper för överhöghet" inom den fascistiska regeringen. Han skrev: "Vi måste se fascistiskt styre som en oändlig kamp för överlägsenhet inom en koalition, förvärrad av kollapsen av konstitutionella begränsningar och rättsstatsprincipen, och av ett rådande klimat av socialdarwinism".
Paxton skrev att vissa forskare betraktade fascismen som en "utvecklingsdiktatur" som kunde öka ett lands industriella tillväxt, men denna idé "går allvarligt fel ... genom att anta att fascismen eftersträvade något rationellt ekonomiskt mål överhuvudtaget. Hitler avsåg att böja ekonomin för att tjäna politiska syften. Även i Mussolinis fall räknades prestige långt mer än ekonomisk rationalitet när han övervärderade liran 1926, och när han efter 1935 valde riskerna med expansionistiskt krig framför hållbar ekonomisk utveckling." Dessutom, medan den italienska ekonomin växte under Mussolini, var dess tillväxttakt mycket snabbare både före 1914 och efter 1945.